# Walls (Shetland)

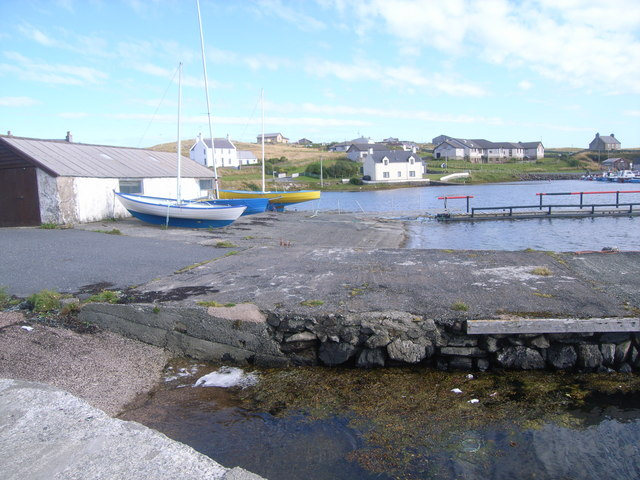
Blick über den Hafen von Walls

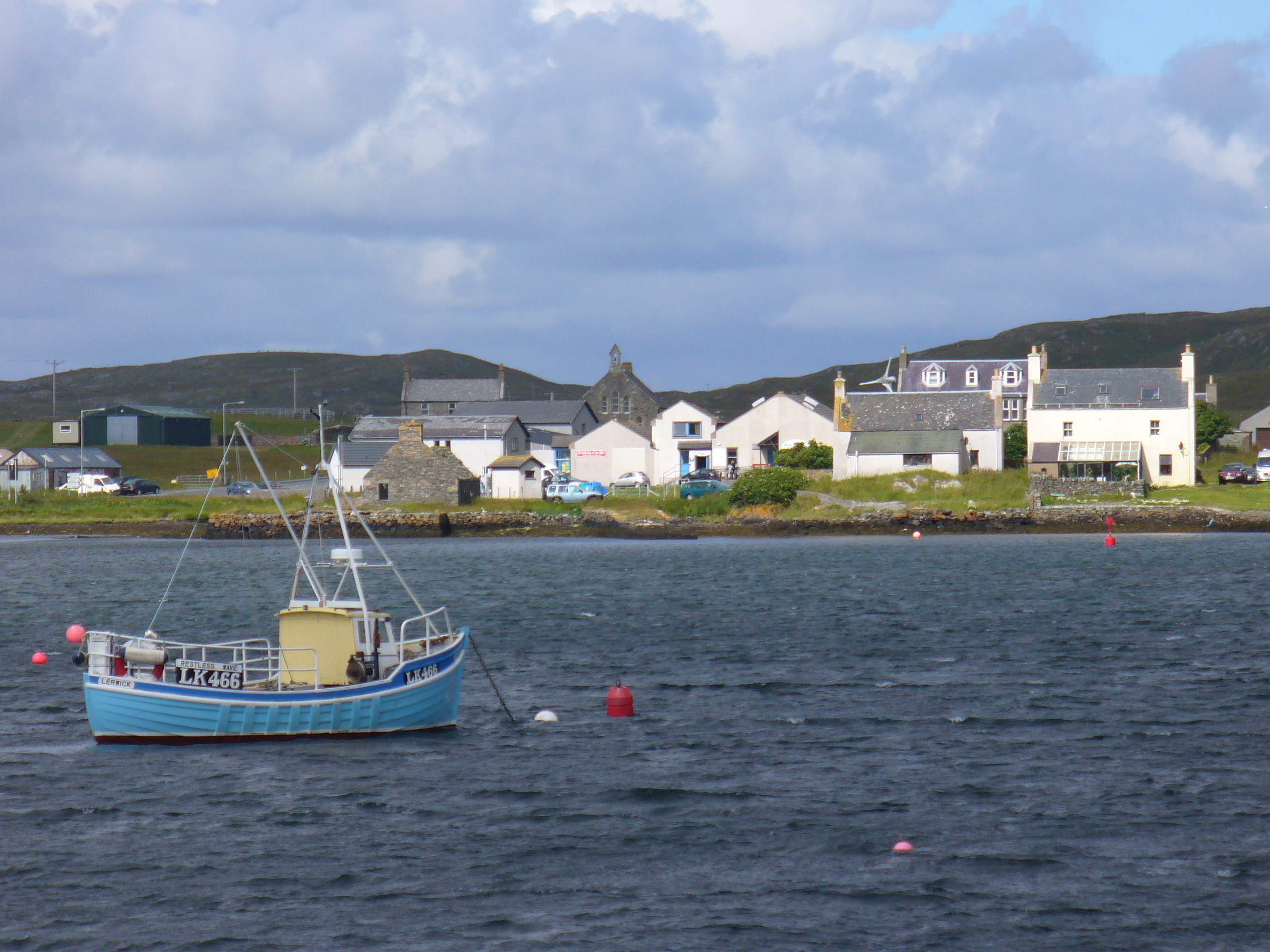
Die Häuser von Walls

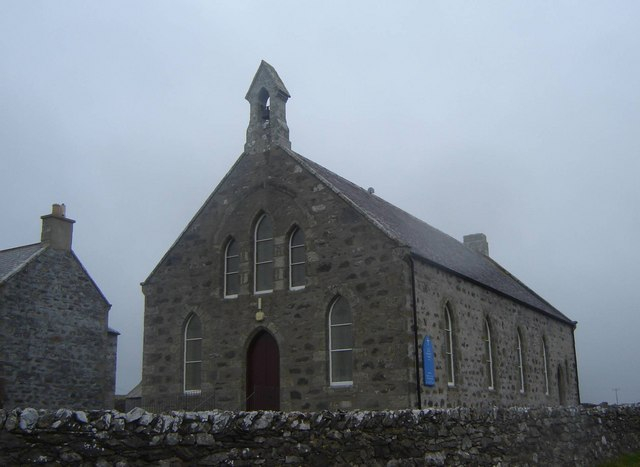
Denkmalgeschützte Kirche von Walls

Walls ist eine Ortschaft, die in Schottland im Westen der Shetlandinseln liegt.

## Geographie
Walls ist eine kleine Hafenstadt, die am nordöstlichen Ende der Meeresbucht Vaila Sound liegt. Sie hat zwei Zuflüsse, der See Loch of Kirkigarth im Nordwesten und der Bach Cloka Burn im Nordosten. Dem Ort gegenüber befindet sich in der Bucht die Insel Linga. Nach Lerwick, der Hauptstadt der Shetlands, sind es etwa 40 Kilometer nach Südosten.

## Historisches
Im Rahmen der historischen Gliederung Schottlands in Civil Parishes bildet Walls, gemeinsam mit Sandness, einen Hauptort von Walls and Sandness. Im Ort sind sieben Gebäude als Listed Building in unterschiedlichen Kategorien ausgewiesen worden. Diese sind die Kirche Walls Methodist Church, das zugehörige Pfarrhaus, sowie die Anwesen Burnside, Haa of Bayhall, Seafield, Lower Springfield und Voe House.

## Verkehr
Walls ist, neben Melby, einer der beiden Endpunkte der A971, die von Tingwall nach Westen führt. Eine Fährverbindung verbindet Walls mit Foula.